# Belski Ravan
Belski Ravan je naselje u Hrvatskoj u sastavu općine Skrada. Nalazi se u Primorsko-goranskoj županiji.

## Zemljopis
Jugozapadno je Raskrižje, južno su Trški Lazi, jugoistočno su Rasohe i Hosnik, sjeveroistočno su Zahrt i Šepci Podstenski, sjeverno-sjeveroistočno je Čedanj (Hrvatska) i Slavski Laz (Slovenija), sjeverozapadno je Belo i rijeka Kupa. Preko rijeke je Slovenija.

## Stanovništvo
| broj stanovnika | 30    | 26    | 31    | 26    | 22    | 26    | 24    | 29    | 27    | 24    | 20    | 11    | 6     | 5     | 3     |       |       |
|                 | 1857. | 1869. | 1880. | 1890. | 1900. | 1910. | 1921. | 1931. | 1948. | 1953. | 1961. | 1971. | 1981. | 1991. | 2001. | 2011. | 2021. |